# Shraddha Kapoor
Shraddha Kapoor (ur. 3 marca 1987 w Mumbaju) – indyjska aktorka i piosenkarka, występująca w filmach bollywoodzkich. Wielokrotnie nagradzana i uznawana za jedną z gwiazd indyjskiego kina.

## Życiorys

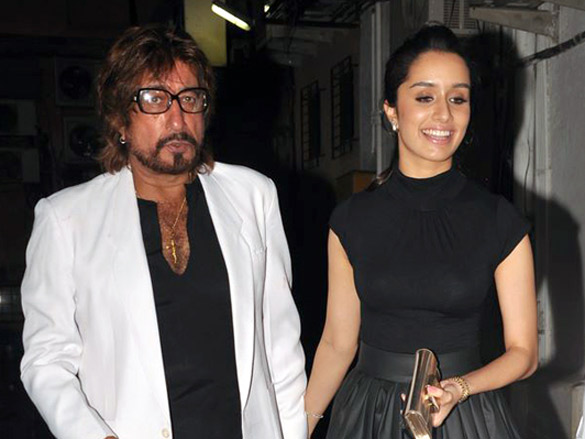
Shraddha Kapoor wraz z ojcem Shakti Kapoorem, 2013

Kapoor urodziła się i wychowała w Bombaju. Jej ojciec Shakti Kapoor pochodzi z Pendżabu, a matka Shivangi Kapoor z grupy etnicznej Marathów. Jej rodzice, brat Siddhanth Kapoor i dwie ciotki, Padmini Kolhapure i Tejaswini Kolhapure, są aktorami. Jest też siostrzenicą znanych indyjskich piosenkarek: Laty Mangeshkar, Ashy Bhosle, Meeny Khadikar, Ushy Mangeshkar i kompozytora Hridaynatha Mangeshkara. Pochodząc z tak utalentowanej rodziny od najmłodszych lat pragnęła zostać aktorką. W dzieciństwie często przebierała się i odgrywała przez lustrem różne role. Początkowo uczyła się w prywatnej szkole Jamnabai Narsee Schoo, potem w wieku 15 lat przeniosła się do American School of Bombay, gdzie w tym samym czasie uczęszczali do niej znani dziś aktorzy: Athiya Shetty i Tiger Shroff. Po jej ukończeniu zapisała się na psychologię na Uniwersytecie Bostońskim, ale porzuciła studia i rozpoczęła karierę jako aktorka, po tym jak producentka Ambika Hinduja zaproponowała jej rolę w thrillerze Teen Patti (2010), w którym zagrała u boku ojca.
Shraddha Kapoor odniosła duży sukces, oprócz występowania w filmach, występowała na różnych scenach jako piosenkarka, a także modelka prezentująca stroje różnych projektantów mody. Jest ambasadorem kilku marek, w tym Veet, Lipton, Marico's Hair & Care i wielu innych. Jest uważana za jedno z najbardziej pożądanych nazwisk w branży reklamowej. W marcu 2015 roku otworzyła własną markę odzieży Imara, we współpracy z Amazon.com. 

## Nagrody
- Apsara Film Producers Guild Awards 2014
  - Jodi of the Year
- Screen Awards 2014
  - Jodi No. 1
- BIG Star Entertainment Awards 2013
  - Most Romantic Pair of the Year

## Wybrane role

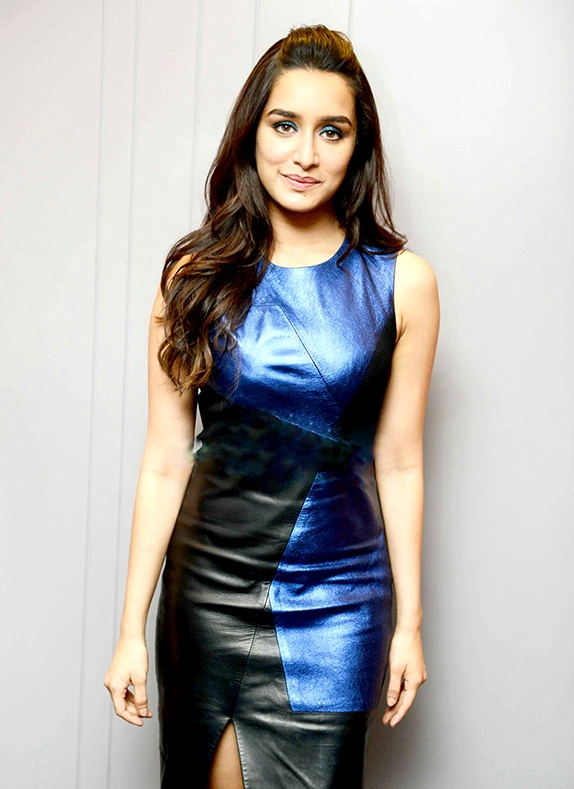
Shraddha Kapoor, 2016

- 2010: Teen Patti
- 2011: Luv Ka the End
- 2013: Gori Tere Pyaar Mein!
- 2013: Aashiqui 2
- 2014: Ungli
- 2014: Haider
- 2014: Ek Villain
- 2015: Any Body Can Dance 2
- 2016: Baaghi
- 2018: Rock On 2
- 2017: Half Girlfriend
- 2017: OK Jaanu
- 2018: Batti Gul Meter Chalu
- 2018: Nawabzaade
- 2018: Stree